# Herlighedsværdi
Herlighedsværdi er det, der er tilbage, når alt andet er målt, vejet og vurderet i pengeværdi.
Herlighedsværdien er en vanskeligt defineret nydelse som:
- Havudsigt
- Stilhed
- Naturskønhed
- Dyreliv
- Jagt- og fiskeret

Disse herligheder er ikke ganske uden forbindelse med markedsøkonomien: Det koster at have havudsigt, også i form af en forøget, skattepligtig grundværdi.